# 18. ceremonia wręczenia Złotych Globów
18. ceremonia wręczenia Złotych Globów odbyła się 16 marca 1961 roku.

## Laureaci i nominowani
Laureaci nagród wyróżnieni są wytłuszczeniem

### Produkcje filmowe

#### Najlepszy film dramatyczny
- Spartakus
- Elmer Gantry
- Kto sieje wiatr
- Synowie i kochankowie
- Sunrise at Campobello

#### Najlepszy film komediowy lub musical
Komedia: Garsoniera
- The Facts of Life
- Cudze chwalicie...
- Zaczęło się w Neapolu
- Nasz człowiek w Hawanie

Musical: Pieśń bez końca
- Telefony, telefony
- Kankan
- Pokochajmy się
- Pepe

#### Najlepszy aktor w filmie dramatycznym
- Burt Lancaster – Elmer Gantry
- Trevor Howard – Synowie i kochankowie
- Laurence Olivier – Spartakus
- Dean Stockwell – Synowie i kochankowie
- Spencer Tracy – Kto sieje wiatr

#### Najlepszy aktor w filmie komediowym lub musicalu
- Jack Lemmon – Garsoniera
- Cantinflas – Pepe
- Dirk Bogarde – Pieśń bez końca
- Cary Grant – Cudze chwalicie...
- Bob Hope – The Facts of Life

#### Najlepsza aktorka w filmie dramatycznym
- Greer Garson – Sunrise at Campobello
- Doris Day – Mroczne koronki
- Jean Simmons – Elmer Gantry
- Elizabeth Taylor – Butterfield 8
- Nancy Kwan – Świat Suzie Wong

#### Najlepsza aktorka w filmie komediowym lub musicalu
- Shirley MacLaine – Garsoniera
- Capucine – Pieśń bez końca
- Lucille Ball – The Facts of Life
- Sophia Loren – Zaczęło się w Neapolu
- Judy Holliday – Telefony, telefony

#### Najlepszy drugoplanowy aktor
- Sal Mineo – Exodus
- Lee Kinsolving – Ciemność na szczycie schodów
- Ray Stricklyn – The Plunderers
- Woody Strode – Spartakus
- Peter Ustinov – Spartakus

#### Najlepsza drugoplanowa aktorka
- Janet Leigh – Psychoza
- Ina Balin – Widok z tarasu
- Shirley Jones – Elmer Gantry
- Shirley Knight – Ciemność na szczycie schodów
- Mary Ure – Synowie i kochankowie

#### Najlepszy reżyser
- Jack Cardiff – Synowie i kochankowie
- Richard Brooks – Elmer Gantry
- Stanley Kubrick – Spartakus
- Billy Wilder – Garsoniera
- Fred Zinnemann – Przybysze o zmierzchu

#### Najlepsza muzyka
- Alamo – Dimitri Tiomkin
- Exodus – Ernest Gold
- Pepe – Johnny Green
- Spartakus – Alex North
- Świat Suzie Wong – George Duning

#### Najlepszy kobiecy debiut
- Ina Balin
- Nancy Kwan
- Hayley Mills
- Jill Haworth
- Shirley Knight
- Julie Newmar

#### Najlepszy męski debiut
- Michael Callan
- Mark Damon
- Brett Halsey
- Peter Falk
- David Janssen
- Robert Vaughn

#### Film promujący międzynarodowe zrozumienie
- Hand in Hand
- Conspiracy of Hearts

#### Nagroda Samuela Goldwyna
- Proces Oscara Wilde’a
- Prawda
- Źródło
- Nigdy w niedzielę

#### Nagroda Henrietty
- Tony Curtis
- Rock Hudson
- Gina Lollobrigida

#### Nagroda im. Cecila B. DeMille’a
- Fred Astaire

#### Nagroda Specjalna
- Cantinflas
- Stanley Kramer